# Paulus' Brev til Kolossenserne
Kolossenserbrevet er et af Paulus' fangenskabsbreve. Det er skrevet til menigheden i Kolossæ ved floden Lykus i Lilleasien i det nuværende Tyrkiet. Byen lå ca. 175 km øst for den romerske metropol Efesos. Byen blev formentlig lagt øde af et jordskælv i 60-61 e. Kr. Brevet bliver sendt med Tykikos, som desuden skulle føre den bortløbne slave Onesimos tilbage til sine herre Filemon.
Brevet er en advarsel mod forførende filosofi eller vranglære - måske gnosticismen - i menigheden. Hvad den truende vranglære indebar er uvist, da brevet kun giver en meget overfladisk beskrivelse af den.
Brevet er traditionelt blevet anset for at være skrevet af Paulus, men meget peger på en anden forfatter, bl.a. kommer brevet ikke ind på eskatologien, som er én af de ting, Paulus i sine breve bruger mest plads på. Det er desuden, sammen med efeserbrevet, der også er en af de omstridte epistler, det eneste af Paulus' breve, hvor hver sætning i den græske originaltekst i gennemsnit består af mere end 2 vers og 200 tegn. Det er, hvis man godtager, at Paulus er forfatteren, formentlig skrevet i fængsel i Rom mellem år 59 og 61.